# Wełyka Kopania
Wełyka Kopania (ukr. Велика Копаня) – wieś na Ukrainie, w obwodzie zakarpackim, w rejonie berehowskim, w hromadzie Wynohradiw. W 2023 liczyła 3768 mieszkańców.

## Urodzeni
- Jurij Csonka – ukraiński piłkarz.